# ガルベストン (防護巡洋艦)
|          |                                                 |
| 艦歴     |                                                 |
| 発注     |                                                 |
| 起工     | 1901年1月19日                                   |
| 進水     | 1903年7月23日                                   |
| 就役     | 1905年2月15日                                   |
| 退役     | 1930年9月2日                                    |
| その後   | 1933年9月13日にスクラップとして売却             |
| 除籍     | 1930年11月1日                                   |
| 性能諸元 |                                                 |
| 排水量   | 3,200 トン                                      |
| 全長     | 308 ft 10 in                                    |
| 全幅     | 44 ft                                           |
| 吃水     | 15 ft 9 in                                      |
| 機関     |                                                 |
| 最大速   | 16ノット                                        |
| 乗員     | 士官、兵員339名                                 |
| 兵装     | 5インチ砲10門 6ポンド砲8門 1ポンド砲2門 機銃4基 |

ガルベストン (USS Galveston, PG-31/CL-19/C-17) は、アメリカ海軍の防護巡洋艦。デンバー級防護巡洋艦の1隻。艦名はテキサス州ガルベストンに因む。

## 艦歴
ガルベストンは1901年1月19日にバージニア州リッチモンドのウィリアム・R・トリッグ社で起工する。1903年7月23日にエラ・シーレイによって命名、進水し、1905年2月15日に艦長W・G・カトラー中佐の指揮下就役した。
ガルベストンは1905年4月10日にノーフォークを出航し、艦名の由来となったテキサス州ガルベストンを訪れる。ここで同市民より銀製食器一揃の贈呈を受ける。5月3日に東海岸に帰還、6月18日にニューヨークを出航しフランスのシェルブールに向かい、6月30日に到着、アメリカ海軍士官学校へのジョン・ポール・ジョーンズの遺体を返還する記念式典に参加した。アナポリスには7月22日に帰還し、続いてドルフィン (Dolphin) 、メイフラワー (Mayflower) に合流し、ニューヨーク州オイスター・ベイ、ロードアイランド州ニューポート、ニューハンプシャー州ポーツマスで行われた日露戦争の講和会議（8月4日 - 8日）のホスト艦としての役割を果たした。1905年8月13日から9月11日までガルベストンは、ノーフォークから西インド諸島のサントドミンゴ、ポルトープランスへオランダ全権公使を乗せて巡航を行い、その後ノーフォークとニューヨークで海外任務の準備を行った。

ガルベストンは1930年9月2日にフィラデルフィアで退役した。11月1日に除籍され、1933年9月13日にペンシルベニア州フィラデルフィアのノーザン・メタル社にスクラップとして売却された。